# Frankenberg (Eder)
Frankenberg é um município da Alemanha, situado no distrito de Waldeck-Frankenberg, no estado de Hesse. Tem 124,87 km² de área, e sua população em 2019 foi estimada em 17.689 habitantes.